# Serie A de 1950–51
O Campeonato Italiano de Futebol de 1950–51, denominada oficialmente de Serie A 1950-1951, foi a 49.ª edição da principal divisão do futebol italiano e a 19.ª edição da Serie A. O campeão foi o Milan que conquistou seu 4.º título na história do Campeonato Italiano. O artilheiro foi Gunnar Nordahl, do Milan (34 gols).

## Classificação
| Pos. | Equipes        | Pts | J  | V  | E  | D  | GP  | GC | SG  | Classificação ou Rebaixamento             |
| ---- | -------------- | --- | -- | -- | -- | -- | --- | -- | --- | ----------------------------------------- |
| 1    | Milan          | 60  | 38 | 26 | 8  | 4  | 107 | 39 | 68  | Campeão                                   |
| 2    | Internazionale | 59  | 38 | 27 | 5  | 6  | 107 | 43 | 64  |                                           |
| 3    | Juventus       | 54  | 38 | 23 | 8  | 7  | 103 | 44 | 59  |                                           |
| 4    | Lazio          | 46  | 38 | 18 | 10 | 10 | 64  | 50 | 14  |                                           |
| 5    | Fiorentina     | 44  | 38 | 18 | 8  | 12 | 52  | 42 | 10  |                                           |
| 6    | Napoli         | 41  | 38 | 15 | 11 | 12 | 57  | 52 | 5   |                                           |
| 6    | Bologna        | 41  | 38 | 16 | 9  | 13 | 61  | 59 | 2   |                                           |
| 8    | Como           | 40  | 38 | 18 | 4  | 16 | 56  | 66 | −10 |                                           |
| 9    | Udinese        | 35  | 38 | 11 | 13 | 14 | 46  | 61 | −15 |                                           |
| 10   | Palermo        | 34  | 38 | 14 | 6  | 18 | 59  | 67 | −8  |                                           |
| 10   | Pro Patria     | 34  | 38 | 14 | 6  | 18 | 47  | 74 | −27 |                                           |
| 12   | Novara         | 33  | 38 | 13 | 7  | 18 | 56  | 67 | −11 |                                           |
| 12   | Sampdoria      | 33  | 38 | 12 | 9  | 17 | 51  | 76 | −25 |                                           |
| 14   | Atalanta       | 32  | 38 | 10 | 12 | 16 | 48  | 69 | −21 |                                           |
| 15   | Lucchese       | 30  | 38 | 11 | 8  | 19 | 44  | 53 | −9  |                                           |
| 15   | Triestina      | 30  | 38 | 10 | 10 | 18 | 45  | 67 | −22 |                                           |
| 15   | Torino         | 30  | 38 | 9  | 12 | 17 | 46  | 69 | −23 |                                           |
| 18   | Padova         | 29  | 38 | 12 | 5  | 21 | 49  | 68 | −19 |                                           |
| 19   | Roma           | 28  | 38 | 10 | 8  | 20 | 48  | 54 | −6  | Zona de rebaixamento à Serie B de 1951–52 |
| 20   | Genoa          | 27  | 38 | 9  | 9  | 20 | 46  | 72 | −26 | Zona de rebaixamento à Serie B de 1951–52 |

## Premiação
| Serie A de 1950–51         |
| Lombardia                  |
| -------------------------- |
| MILAN Campeão (4.º título) |

## Artilheiros
| Pos. | Jogador                 | Equipe         | Gols |
| ---- | ----------------------- | -------------- | ---- |
| 1    | Gunnar Nordahl          | Milan          | 34   |
| 2    | István Nyers            | Internazionale | 30   |
| 3    | Karl Aage Hansen        | Juventus       | 24   |
| 4    | Faas Wilkes             | Internazionale | 23   |
| 5    | Giampiero Boniperti     | Juventus       | 22   |
| 6    | Benito Lorenzi          | Internazionale | 21   |
| 7    | John Hansen             | Juventus       | 20   |
| 8    | Silvio Piola            | Novara         | 19   |
| 8    | Jørgen Leschly Sørensen | Atalanta       | 19   |
| 10   | Gino Cappello           | Bologna        | 16   |
| 11   | Dante Di Maso           | Palermo        | 15   |
| 11   | Karl Aage Præst         | Juventus       | 15   |
| 11   | Carlo Annovazzi         | Milan          | 15   |
| 14   | Cesarino Cervellati     | Bologna        | 14   |
| 14   | Benjamín Santos         | Torino         | 14   |
| 16   | Bror Mellberg           | Genoa          | 13   |
| 16   | José Osvaldo Curti      | Padova         | 13   |
| 16   | Şükrü Gülesin           | Palermo        | 13   |